# Yuzhuo Jiao
Yuzhuo Jiao (chinesisch 玉琢礁; engl. Vuladdore Reef; vietnam. Đá Chim Yến) ist ein Atoll ohne Inseln bzw. ohne Landfläche. Es gehört zu den Paracel-Inseln und dessen westlichem Archipel, den Yongle Qundao.
Verschiedene alte chinesische Schiffswracks wurden hier in jüngster Zeit entdeckt und gehoben, darunter Porzellan aus der Song- und Ming-Zeit.